# الانتخابات الرئاسية الألمانية 1919
الانتخابات الرئاسية الألمانية 1919 هي الانتخابات الرئاسية الألمانية ‏ التي جرت في 11 فبراير 1919، في ألمانيا، لانتخاب رئيس ألمانيا (1919–1945)، فاز بالانتخابات فريدريش إيبرت.